# Robert Gamperl
Robert Gamperl (* 3. September 1986) ist ein ehemaliger österreichischer Fußballspieler.

## Karriere
Als Siebenjähriger begann Gamperl beim TSV Hartberg Fußball zu spielen und durchlieft dort sämtliche Altersspielklassen.
Schon im Alter von 15 Jahren trainierte der 181 cm große Mittelfeldspieler bei der Hartberger Kampfmannschaft und kam als Stammspieler in der zweiten Mannschaft des TSV Hartberg zum Einsatz. Im Alter von 16 Jahren gab er beim TSV Hartberg in der Regionalliga Mitte sein Debüt. Gegen Schwanenstadt wurde er im vorletzten Match der Saison 2002/03 eingewechselt. Daraufhin folgten noch zahlreiche Einsätze als Eigenbauspieler des TSV für die 1. Kampfmannschaft.
Aufgrund des Präsenzdienstes, den Gamperl 2006 abzuleisten hatte, entschloss er sich, für ein Jahr als Leihspieler zum SV Oberwart ins Burgenland zu gehen. In der Herbstsaison kam er auf 15 Spiele und sechs Tore, als zentraler Mittelfeldspieler. Die Frühjahrsaison musste er wegen eine Schulteroperation komplett auslassen.
Nach einem Jahr nicht im Hartbergdress, kehrte er in der Saison 2007/08 zu seiner alten Wirkungsstätte zurück. Am 24. August 2007 gab Gamperl bei der 2:3-Auswärtsniederlage beim Grazer AK sein Comeback in der Kampfmannschaft des TSV Hartberg in der Regionalliga Mitte (dritte Leistungsstufe), als er in der 73. Spielminute für den Brasilianer Marcelo da Silva (Künstlername „Nego“) eingewechselt wurde. Gleich im nächsten Spiel am 31. August 2007 durfte sich Gamperl beim 2:0-Heimsieg über den SC Weiz über seinen ersten Meisterschaftstreffer für den TSV Hartberg freuen. In seiner ersten Saison 2007/08 kam er auf 13 Einsätze in der Kampfmannschaft, doch blieb es vorerst bei dem einen Tor. In der Saison 2008/09 kam Gamperl auf 27 Spiele, in denen er fünf Tore erzielte, womit er wesentlich zum Gewinn des Meistertitels in der Regionalliga Mitte und damit zum Aufstieg in die Erste Liga beitrug.
Am 17. Juli 2009 hatte Gamperl im Heimspiel bei der 0:2-Heimniederlage gegen den FC Wacker Innsbruck seinen ersten Einsatz als Fußballprofi zu verzeichnen, musste allerdings nach nur 27 Spielminuten verletzt ausgewechselt werden. Sein erstes Tor als Fußballprofi erzielte er am 25. September 2009 beim 3:2-Auswärtssieg des TSV Hartberg beim FK Austria Wien II. Von da an konnte sich Gamperl in der Stammelf etablieren und bestritt in der Saison 2009/10 insgesamt 27 Spiele.
In der Saison 2010/11 ist er ebenfalls beim TSV Hartberg in der 1. Liga aktiv (zweithöchste Spielklasse in Österreich).

## Erfolge
- Meister der Regionalliga Mitte: 2005/06 und 2008/09

## Berufslaufbahn
Gamperl absolvierte von 2001 bis 2006 die Bundeshandelsakademie Hartberg und schloss diese mit der Matura ab. Im Jahr 2013 machte er sich in Wörterberg mit einer eigenen Filmproduktionsfirma selbstständig. Der Filmschaffende mit einer Spezialisierung auf Western ist dabei mitunter als Kameramann und Regisseur tätig.